# Louis och Zélie Martin
Louis, född 1823, död 1894, och Zélie Martin, född 1831, död 1877, var Thérèse av Jesusbarnets föräldrar. Det äkta paret saligförklarades 2008 och helgonförklarades den 18 oktober 2015.
Louis och Zélie Martin fick nio barn, varav fem uppnådde vuxen ålder.
1. Marie Louise (1860–1940), nunna med namnet syster Marie av det Heliga Hjärtat, karmelit i Lisieux
2. Marie Pauline (1861–1951), nunna med namnet moder Agnès av Jesus, karmelit i Lisieux
3. Marie Léonie (1863–1941), nunna med namnet syster Françoise-Thérèse, visitandinna i Caen
4. Marie Hélène (1864–1870)
5. Marie Joseph-Louis (1866–1867)
6. Marie Joseph-Jean-Baptiste (1867–1868)
7. Marie Céline (1869–1959), nunna med namnet syster Geneviève av det Heliga Anletet, karmelit i Lisieux
8. Marie Mélanie-Thérèse (1870–1870)
9. Marie Françoise Thérèse (1873–1897), nunna med namnet syster Thérèse av Jesusbarnet och av det Heliga Anletet, karmelit i Lisieux, helgonförklarad 1925

### Fotnoter
1. ↑  ”Pope canonises French couple Louis and Zelie Martin”. BBC News. 18 oktober 2015. http://www.bbc.com/news/world-europe-34565107. Läst 18 oktober 2015.